# Leóni székesegyház (Mexikó)
A leóni székesegyház (spanyolul, teljes nevén Catedral Basílica Metropolitana de la Madre Santísima de la Luz de León) a mexikói León városának egyik jelentős műemléke, a Leóni főegyházmegye központja. 60 métert meghaladó tornyai a legmagasabb templomtornyok Mexikóban.

## Története
A templom építését 1765-ben kezdték meg a jezsuiták, ám amikor 1767-ben kitiltották őket az amerikai spanyol gyarmatokról, az építkezés félbemaradt. Ekkor a templom falai már 8 méter magasan álltak, az oldalsó homlokzatokra pedig már barokk díszítés került fel. Az építkezés körülbelül egy évszázad múlva, 1866-ban folytatódott, és még mielőtt befejezték volna, már az újonnan megalakított Leóni püspökség székhelyévé tették, a felszentelésre 1866. március 16-án került sor. A 19. században még Luis Long építész tervei alapján átépítették, majd 1902-ben Ernesto Brunel tervei szerint bővítették. 2006-ban XVI. Benedek pápa az egyházmegyét érsekségi rangra emelte, így a templom is érseki központ lett.

## Az épület
A templom León történelmi belvárosában áll. Az egyhajós, nyolc boltozattal rendelkező épület alaprajza latin kereszt, két tornya a déli oldalán áll, a kereszt közepén kupola emelkedik, amelyen világítóablakok találhatók. A tornyok párkányzatokkal három részre vannak osztva, félköríves záródású nyílásaikat két-két pár korinthoszi oszlop fogja közre. A harmadik szint oszlopai egy-egy timpanont tartanak, amelyek közepén egy-egy, Szűz Mária monogramjával díszített medallion látható. Az épület nagy része klasszicista díszítésű, de a hozzá tartozó kápolnák (Szent József- és Soledad-) már eklektikusak: megjelenik rajtuk a neomudéjar és az art déco néhány eleme is. A kupola színes csempéin a Guadalupei Szűzanya és a Cerro del Cubilete hegyén álló Jézus-szobor képe mellett a Szűzanya megjelenik a város védőszenjének, a fény asszonyának képében is. A falak belső részét és a boltozatokat növényi és geometrikus díszítésű filigránok teszik változatossá. Az egész templom padlója mezquite fából készült, a stallumot ugyancsak fából faragták.

## Képek

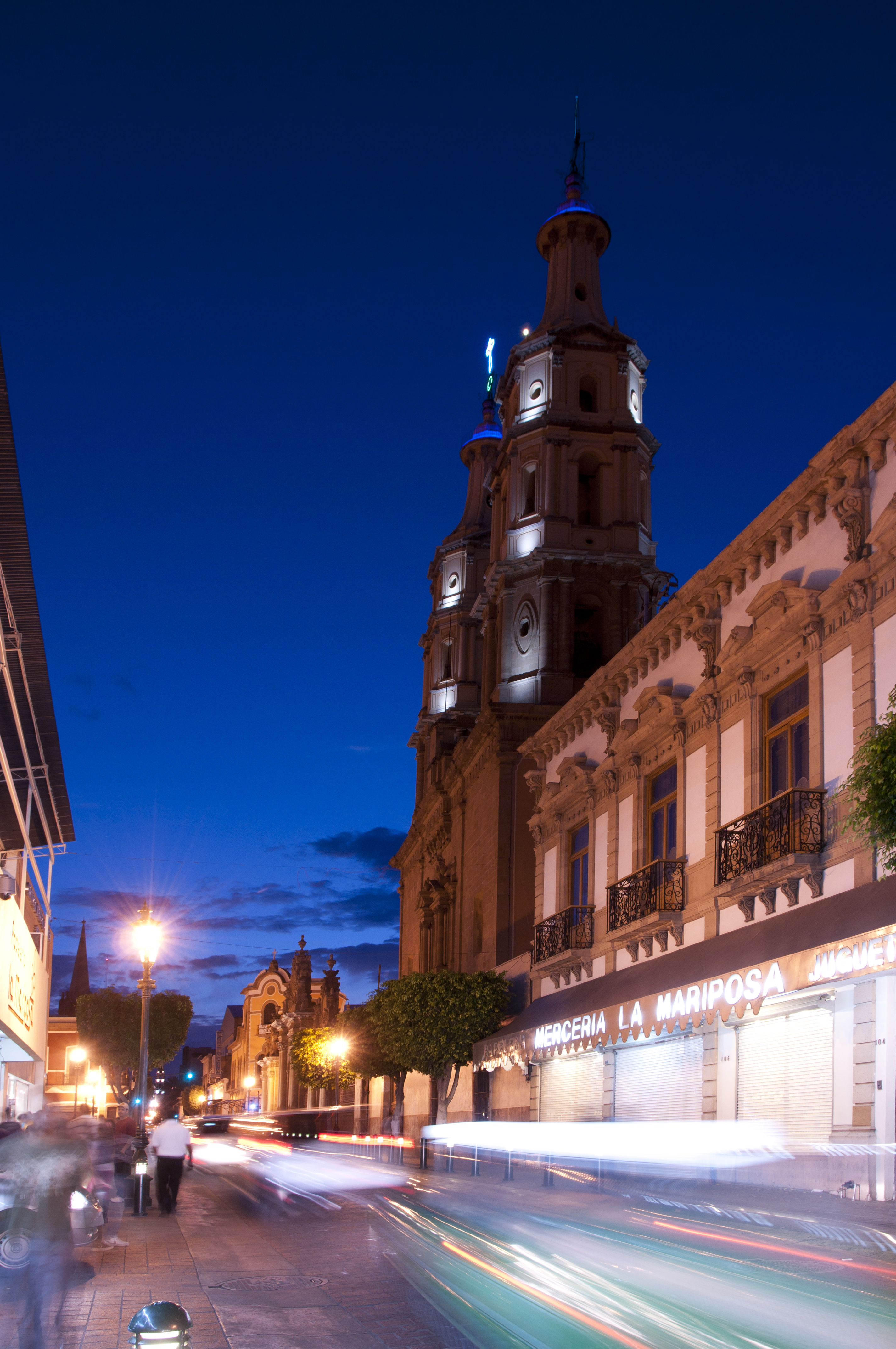
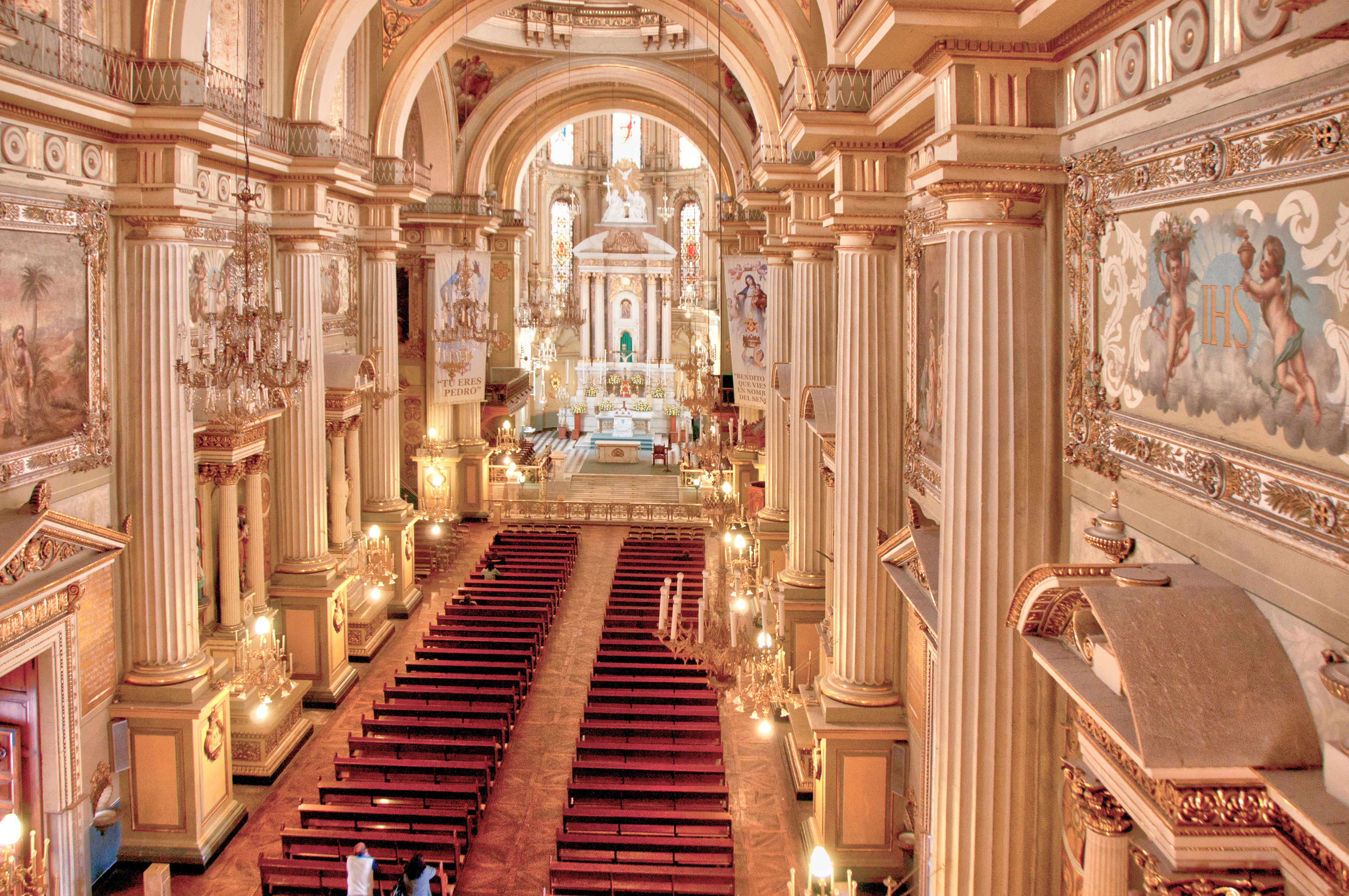
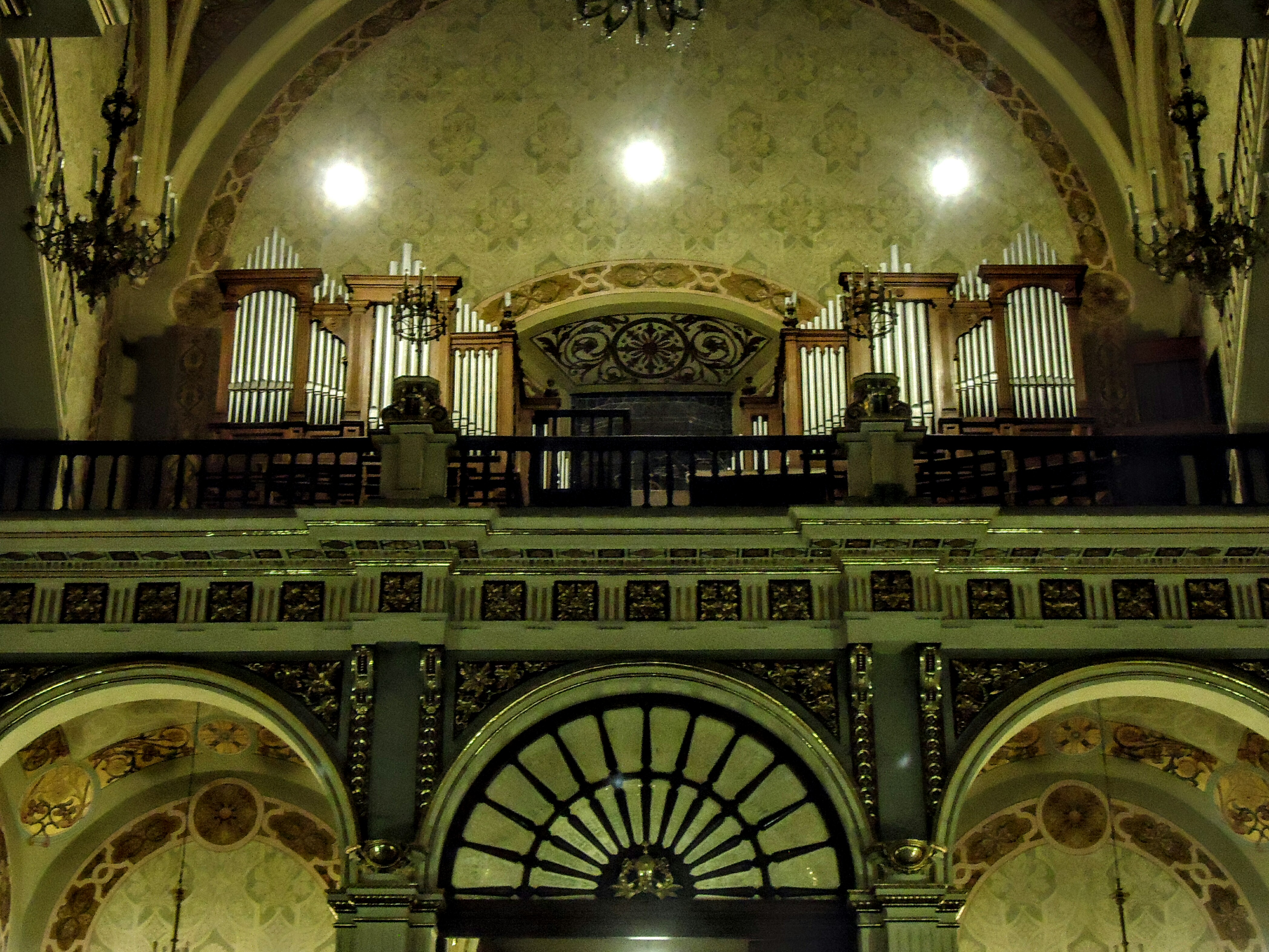
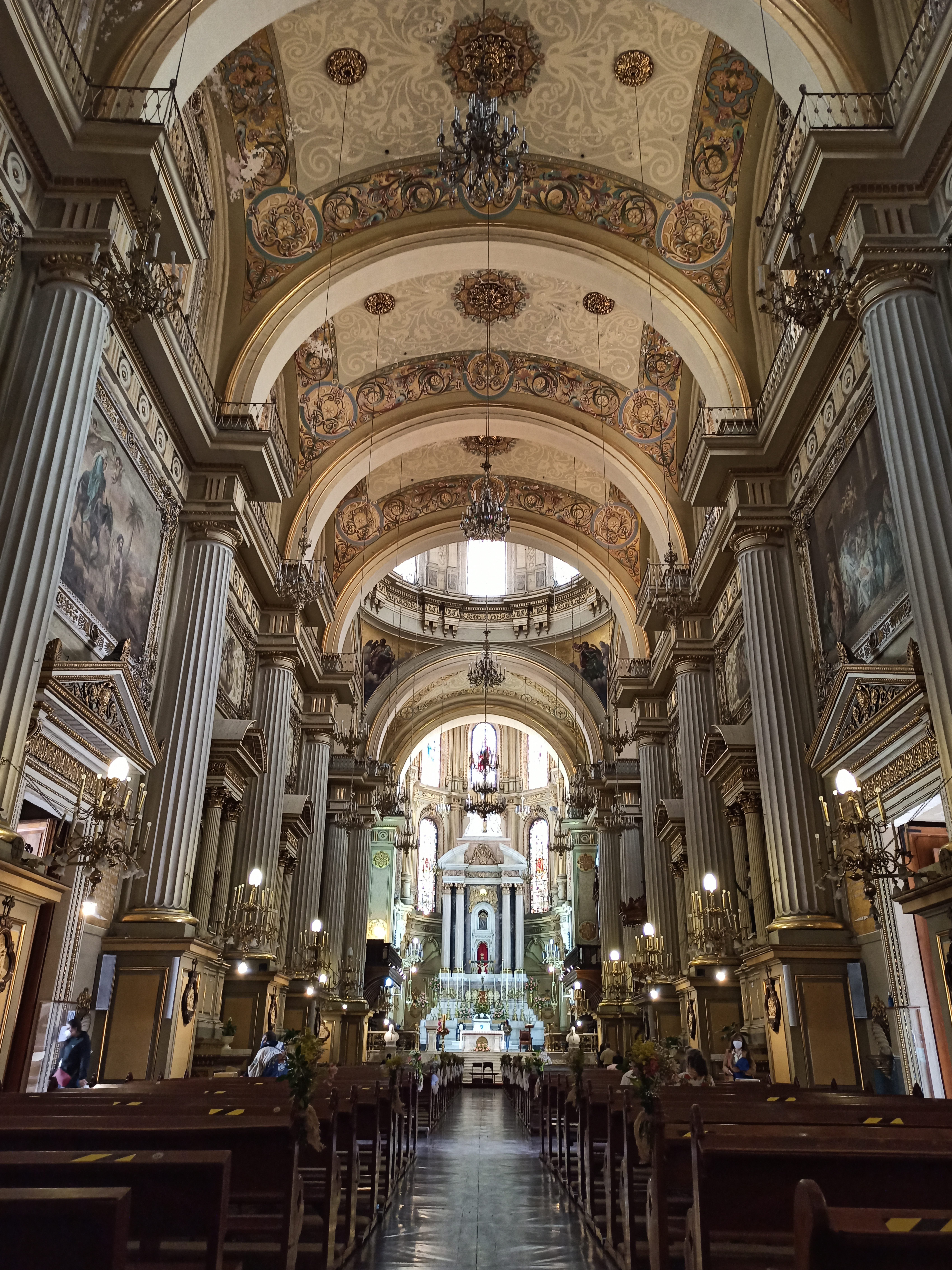
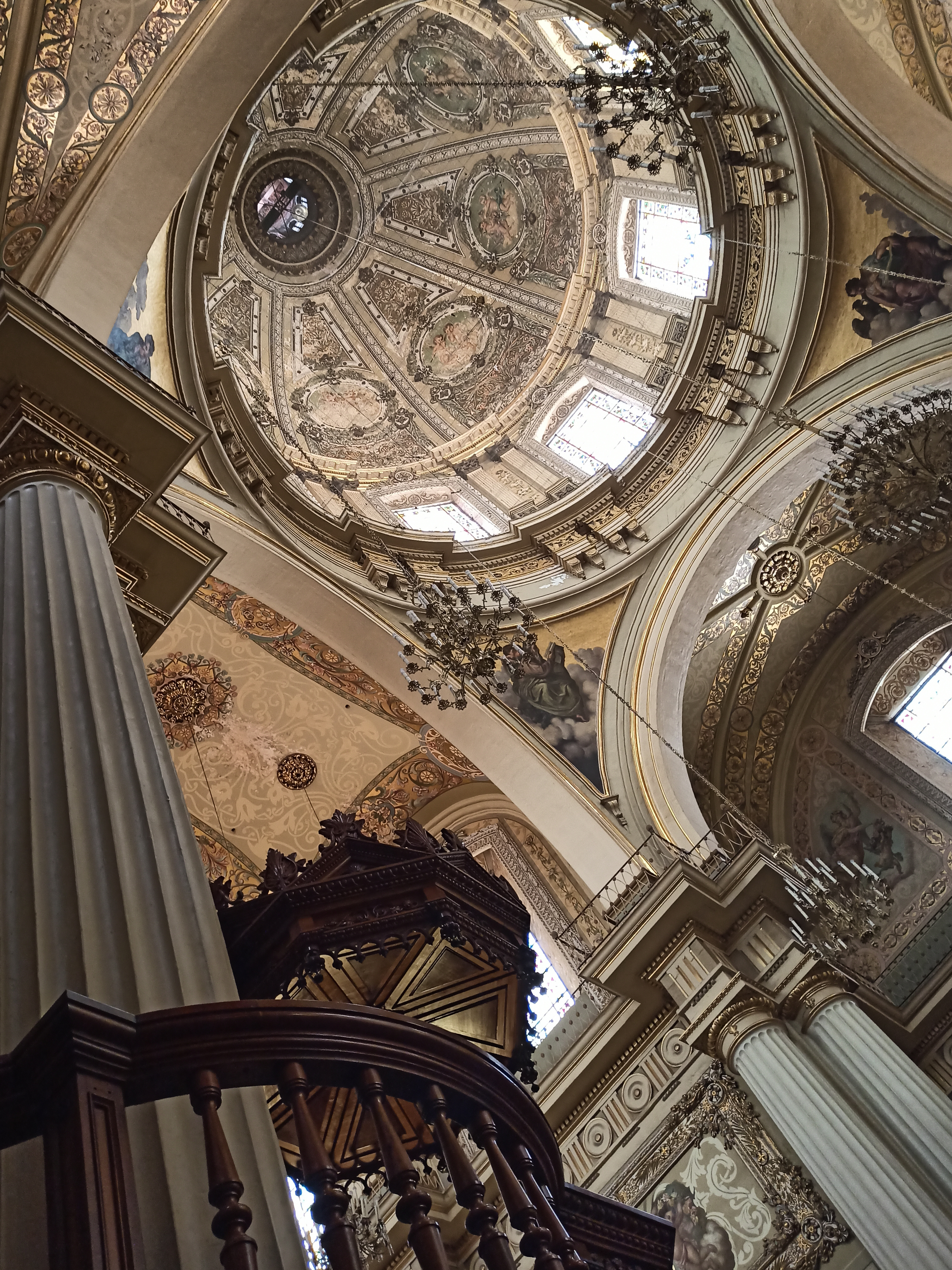